# Szamil Basajew
Szamil Sałmanowicz Basajew, czecz. Салман ВоӀ Шамиль, Salmani voj Şamil; ros. Шамиль Салманович Басаев (ur. 14 stycznia 1965, zm. 10 lipca 2006) – przywódca rebeliantów czeczeńskich. Uznawany zarówno za patriotę walczącego o uniezależnienie Czeczenii od Rosji, jak i za jednego z najgroźniejszych terrorystów światowych (tę ostatnią opinię wyrażała nie tylko Rosja, ale też Organizacja Narodów Zjednoczonych, Departament Stanu USA i Komisja Europejska). W 2003 roku zmienił swoje imię i nazwisko na Abdallah Szamil Abu-Idris.

## Życiorys
Pochodził z górskiej wioski Wiedieno w południowo-wschodniej Czeczenii przy granicy z Dagestanem, z rodziny czeczeńsko-awarskiej o silnym poczuciu świadomości patriotyczno-narodowej. Swoje imię otrzymał na cześć słynnego przywódcy powstania górali kaukaskich przeciwko Rosji w latach 1834–1859 – imama Szamila. W 1982 ukończył dziesięcioletnią szkołę średnią w Ałchan-Kała pod Groznym. W latach 1983–1985 odbył zasadniczą służbę wojskową w szeregach Armii Radzieckiej, w jednostce straży pożarnej. Trzykrotnie zdawał bez powodzenia egzaminy wstępne na Wydział Prawniczy Uniwersytetu im. Łomonosowa, ostatecznie został w 1987 przyjęty na Moskiewski Instytut Inżynierów Urządzenia Terenu. Według różnych źródeł studia porzucił po roku lub został skreślony z listy studentów za brak wyników. W tym czasie zajął się działalnością gospodarczą, m.in. składaniem i sprzedażą komputerów osobistych, co było zajęciem dochodowym. W czasie nieudanego przewrotu w Moskwie stanął po stronie Borysa Jelcyna; w sierpniu 1991 był jednym z obrońców gmachu parlamentu – „Białego domu”, za co otrzymał później od Jelcyna okolicznościowy dyplom z podziękowaniami.
We wrześniu 1991 powrócił do rodzinnej Czeczenii, gdzie jako członek ochotniczej gwardii narodowej ochraniał obrady czeczeńskiego Kongresu Narodowego w Groznym, który w październiku tego samego roku doprowadził do wyboru na prezydenta republiki Dżochara Dudajewa. Po jednostronnym ogłoszeniu przez Dudajewa niepodległości Czeczenii i wprowadzeniu przez prezydenta Jelcyna stanu wyjątkowego w tej republice porwał rosyjski samolot pasażerski i zmusił go do lądowania w Ankarze, gdzie w trakcie konferencji prasowej zażądał odwołania stanu wyjątkowego w Czeczenii. Ostatecznie uwolnił zakładników, a władze tureckie pozwoliły mu na powrót do Czeczenii. Bez powodzenia startował w wyborach prezydenckich w Czeczenii w 1991 roku.
W latach 1992–1993 wraz z rosyjskimi i czeczeńskimi ochotnikami walczył przeciwko Gruzji po stronie separatystycznego rządu Abchazji. Szkolił się w obozach wojskowych w Rosji (1992) i paramilitarnych w Afganistanie (1994).
Po wybuchu I wojny w Czeczenii uczestniczył w walkach z Rosjanami jako jeden z głównych komendantów polowych. Podczas I szturmu Groznego dowodził oddziałem czeczeńskiego specnazu i był jednym z ostatnich dowódców walczących w mieście; jednej z dzielnic jego przedmieścia – Czarnorzecza – bronił aż do połowy marca. W 1995 najechał rosyjskie miasto Budionnowsk, biorąc ok. 1600 – głównie cywilnych – zakładników. Po kilku dniach walk przerywanych negocjacjami, ogłoszono tymczasowe zawieszenie broni w Czeczenii w zamian za zwolnienie zakładników, natomiast za samym Basajewem wysłano w Rosji list gończy. W czerwcu 1996 dowodził spektakularną operacją odbicia Groznego (operacja Dżihad).
W maju 1995, w wyniku precyzyjnego nalotu lotniczego na jego dom w Wiedieno zginęło 11 członków jego najbliższej rodziny.
Po wycofaniu się wojsk rosyjskich ubiegał się o urząd prezydenta Czeczenii w wyborach w styczniu 1997, przegrał jednak z szefem sztabu sił czeczeńskich Asłanem Maschadowem. Objął stanowisko wicepremiera, a później premiera, z którego zrezygnował w lipcu 1998. Jako premier, pomimo tego że był jednocześnie ścigany rosyjskim listem gończym, uczestniczył w rokowaniach pokojowych z Rosją.
W sierpniu 1999 oddziały bojowników islamskich, kierowane przez Basajewa i jego arabskiego brata krwi Chattaba, wkroczyły do Dagestanu, ogłaszając Basajewa przywódcą republiki islamskiej. Stało się to jednym z pretekstów rozpoczęcia II wojny czeczeńskiej.
W początkowej fazie drugiej wojny, stracił stopę w wybuchu miny, idąc jako pierwszy przez pole minowe podczas przebijania się z Groznego 2 lutego 2000. Od tego czasu prowadził walkę partyzancką, m.in. osobiście dowodząc opanowaniem stolicy Inguszetii, Nazrania, w czerwcu 2004 roku. Od 2001 stał na czele zorganizowanego przez siebie „batalionu” najbardziej radykalnych bojowników kaukaskich, gotowych do przeprowadzania aktów terroru na terenie Rosji i ataków samobójczych (zarówno na cele militarne, jak i cywilne).
Wziął odpowiedzialność za wiele zamachów, m.in. za atak z 9 maja 2004 na paradę z okazji dnia zwycięstwa w Groznym, w którym zginął m.in. promoskiewski prezydent Czeczenii Achmad Kadyrow. W liście publikowanym w Internecie 17 września 2004, Basajew przyznał się do odpowiedzialności za wzięcie ok. 1100 zakładników w szkole w Biesłanie dwa tygodnie wcześniej (podał wiele szczegółów ataku, a także szczegółowy skład komanda, które go wykonywało). Oświadczył także, że jednoczesne zamachy bombowe na dwa samoloty pasażerskie z 24 sierpnia oraz dwa wybuchy w Moskwie, które miały miejsce 31 sierpnia, także były częścią jego operacji Bumerang (serii ataków terrorystycznych w Moskwie i na Kaukazie w latach 2003–2004). Osobiście zdalnie zdetonował też prowadzoną przez samobójcę ciężarówkę, która zniszczyła siedzibę prorosyjskich władz w Groznym w grudniu 2002 roku.
W 2005 r. został mianowany I wicepremierem w rządzie separatystów w zamian za wyrzeczenie się terroryzmu. W czerwcu 2006 został mianowany przez separatystycznego prezydenta Doku Umarowa zastępcą i wiceprezydentem Czeczenii, także faktycznym dowódcą formacji zrzeszających wszystkie antyrządowe ugrupowania zbrojne na rosyjskim Północnym Kaukazie poza granicami Czeczenii (Dagestan, Inguszetia, Kabardo-Bałkaria), tzw. Frontu Kaukaskiego.
Zginął w nocy z 9 na 10 lipca 2006 w Inguszetii, w okolicy wioski Ekażewo; według szefa rosyjskiej Federalnej Służby Bezpieczeństwa Nikołaja Patruszewa przyczyną śmierci Basajewa była eksplozja ciężarówki kamaz, przewożącej materiały wybuchowe. Oprócz Szamila Basajewa w wyniku najprawdopodobniej przypadkowej eksplozji zginęli też inni bojownicy (według funkcjonariuszy Federalnej Służby Bezpieczeństwa dwunastu, według separatystów trzech).